# Sympycnus nitidifrons
Sympycnus nitidifrons är en tvåvingeart som beskrevs av Octave Parent 1939. Sympycnus nitidifrons ingår i släktet Sympycnus och familjen styltflugor. Inga underarter finns listade i Catalogue of Life.